# Konrad II. (Lausitz)
Markgraf Konrad II., auch Markgraf Konrad II. von Landsberg (* nach dem 13. September 1159; † 6. Mai 1210), war ab 1190  Markgraf der Ostmark (marchio Orientalis) / Lausitz und Herr von Rochlitz. Er erbte nach dem Tod seines älteren Bruders Dietrich 1207 die Grafschaft Groitzsch. Als Sohn des Markgrafen Dedo III. und der vom Niederrhein stammenden Gräfin Mechthild von Heinsberg wurde er als Dedonide bezeichnet und gehörte im weiteren Sinne zum Verwandtschaftsverband der Wettiner.

## Leben
Konrad, der ab 1185 den Titel Markgraf trug, wurde 1190 vom Herrscher mit der Ostmark / Lausitz belehnt. Nachdem Kaiser Heinrich VI. – beim Tod Markgraf Albrechts von Meißen 1195 – die Mark Meißen als erledigtes Lehen des Reiches eingezogen hatte, verblieb Konrad von Landsberg als einziger Wettiner im Besitz eines Fürstenlehens und wurde als Ältester der Familie Vogt des Augustiner-Chorherrenstifts Lauterberg.
Zwischen 1196 und 1198 war Konrad auf dem Kreuzzug Kaiser Heinrichs VI. im Heiligen Land, wo er sich im März 1198 in Akkon an der Gründung des Deutschen Ordens beteiligte. Für das zum Jahr 1200 auf Vermittlung des Mainzer Metropoliten geplante Schiedsgericht über den Thronstreit war Konrad als fürstlicher Vertreter der Seite König Philipps vorgesehen. Im Jahr 1202 führte der Landsberger eine Gesandtschaft nach Rom, um für Philipp zu werben. Er wurde von Propst Walter vom Augustinerchorherrenstift Lauterberg und dem erwählten Bischof Dietrich von Merseburg, einem illegitimen Sohn Markgraf Dietrichs von der Ostmark / Lausitz, begleitet. Im Jahr 1207 hielt er in Delitzsch eine markgräfliche Gerichtsversammlung für die Ostmark / Lausitz (Landding) ab. Nach König Philipps gewaltsamen Tod im Jahr 1208 erkannten Konrad und sein meißnischer Vetter Dietrich der Bedrängte den Welfen Otto IV. nach Erhalt von 22.000 Mark Silber als neuen König an (Braunschweiger Reimchronik).
Konrad urkundete im Februar 1210 in Köpenick (Copnic) am Zusammenfluss von Spree und Dahme, nachdem er im Jahr zuvor das Lebuser Land an der Oder seinem ostmärkisch-lausitzischen Herrschaftsgebiet hinzugefügt hatte. Köpenick und Umland hatte er gemeinsam mit seinem Vater Dedo (dem Fetten, Feisten) in der zweiten Hälfte der 1180er erobert und in den neunziger Jahren tatkräftig ausbauen lassen. Nach seinem Ableben wurde Konrad in der dedonidischen Familiengrablege im Kloster Zschillen beerdigt, wo bereits sein Vater und sein Bruder ruhten. Seine aus Polen kommende Ehefrau Elisabeth war bereits im Jahr zuvor im Kloster Dobrilugk beigesetzt wurden. Da Konrad ohne männliche Erben starb, zog Kaiser Otto IV. die Markgrafschaft Ostmark / Lausitz als erledigtes Reichslehen ein und gab sie 1210 gegen eine hohe Summe als fürstliches Fahnlehen an Konrads meißnischen Verwandten Markgraf Dietrich den Bedrängten. Mit Konrad endete die 1156/57 einsetzende Linie selbständiger Markgrafen der Ostmark / Lausitz bereits wieder. Seine sterblichen Überreste wurden Ende der 1950er-Jahre anthropologisch untersucht und zeigten das Bild eines kräftigen, durchtrainierten Mannes, der jedoch am Ende seines etwa fünfzigjährigen Lebens von schweren gesundheitlichen Schädigungen betroffen war.

## Ehen und Nachkommen
Er heiratete vermutlich Anfang der 1180er, jedoch nicht vor 1181, Elisabeth von Großpolen (* um 1152; † 2. April 1209), eine Tochter des polnischen Herzogs Mieszko III. und Witwe des Herzogs Soběslav II. von Böhmen († 1180). Mit ihr hatte er drei Kinder.
- ein Sohn, dessen Name nicht überliefert ist (1207 bezeugt; † vor 6. Mai 1210)
- Mechthild († 1255 in Salzwedel), begraben im Kloster Lehnin; ⚭ August 1205 Albrecht II. Markgraf von Brandenburg, † 25. Februar 1220, begraben im Kloster Lehnin (Askanier)
- Agnes († 1266), Stifterin des Klosters Wienhausen, dort auch begraben; ⚭ 1211 Heinrich I. der Lange, * wohl 1173/74; † 28. April 1227 in Braunschweig, 1195–1212 Pfalzgraf bei Rhein, begraben im Braunschweiger Dom